# ریچارد مارکس (تدوین‌گر)
ریچارد مارکس (انگلیسی: Richard Marks؛ زادهٔ ۱۰ نوامبر ۱۹۴۳ - 31 دسامبر ۲۰۱۹) تدوین‌گر اهل ایالات متحده آمریکا است.

## فیلم‌شناسی
- سرپیکو (به‌همراه دده آلن، رونالد روس، و آنجلا کارائو) (سیدنی لومت-۱۹۷۳)
- Bang the Drum Slowly (جان دی هنکاک-۱۹۷۳)
- پدرخوانده: قسمت دوم (به‌همراه پیتر زینر و Barry Malkin) (فرانسیس فورد کوپولا-۱۹۷۴)
- The Last Tycoon (الیا کازان-۱۹۷۶)
- اینک آخرالزمان (به‌همراه جرالد بی. گرینبرگ، والتر مرچ و لیسا فروکتمن) (فرانسیس فورد کوپولا-۱۹۷۹)
- دست (الیور استون-۱۹۸۱)
- Pennies from Heaven (هربرت راس-۱۹۸۱)
- شرایط مهرورزی (جیمز ال. بروکس-۱۹۸۳)
- مکس دوگان بازمی‌گردد (راس-۱۹۸۳)
- ماجراهای بوکارو بانزایی در بعد هشتم (Richter-۱۹۸۴)
- آتش سنت المو (جوئل شوماخر-۱۹۸۵)
- Pretty in Pink (هاوارد دویچ-۱۹۸۶)
- اخبار تلویزیون (بروکز-۱۹۸۷)
- هر چی خواستی بگو... (کامرون کرو-۱۹۸۹)
- دیک تریسی (وارن بیتی-۱۹۹۰)
- One Good Cop (Gould-۱۹۹۱)
- پدر عروس (چارلز شایر-۱۹۹۱)
- I'll Do Anything (بروکز-۱۹۹۴)
- آدم‌کش‌ها (ریچارد دانر-۱۹۹۵)
- Things to Do in Denver When You're Dead (گری فلدر-۱۹۹۵)
- 'Til There Was You (Winant-۱۹۹۷)
- بهتر از این نمی‌شه (بروکز-۱۹۹۷)
- نامه داری (نورا افرون-۱۹۹۸)
- What Planet Are You From? (مایک نیکولز-۲۰۰۰)
- Riding in Cars with Boys (پنی مارشال-۲۰۰۱)
- گاه‌شمار (ریچارد دانر-۲۰۰۳)
- Spanglish (بروکز-۲۰۰۴)
- ساقدوش (پل ویلند-۲۰۰۸)
- جولی و جولیا (نورا افرون-۲۰۰۹)
- How Do You Know (بروکز-۲۰۱۰)